# 拉萨千里光
拉萨千里光（学名：Senecio lhasaensis）为菊科千里光属的植物，是中国的特有植物。分布在中国大陆的西藏等地，生长于海拔4,000米至5,360米的地区，常生于高山草甸以及山坡路边，目前尚未由人工引种栽培。